# 張栄淳
張 栄淳（チャン・ヨンスン、朝鮮語: 장영순/張榮淳、1923年 - 1995年3月29日）は、大韓民国の軍人、弁護士、政治家。第7・8・9・10代韓国国会議員。第9代検察総長。第15代法務部長官。
元国会議員の張貞淑は娘。

## 経歴
日本統治時代の忠清南道青陽郡に生まれた。普成専門学校（現・高麗大学校）法科卒業。瑞山女子中学校・大田女子中学校などで教鞭を取った後、陸軍士官学校を8期生として1949年に卒業した。予備役の陸軍准将を務めた後、弁護士に登録した。
1961年5月28日から1963年1月31日までに第9代検察総長を務め、1963年2月1日から同年4月21日までに第15代法務部長官を務めた。他には国家再建最高会議の議長法律顧問、監査院事務総長を務めた。
1967年の第7代総選挙に民主共和党の公認で立候補して初当選し、国会議員を計4期務めた。国会では共和党院内副総務、国会法制司法委員長を歴任した。1986年に清州市で法律事務所を開設し、弁護士として活動した。
1995年3月29日、心臓麻痺により74歳で死去した。